# Agnes Miegel
Agnes Miegel (Koningsbergen, 9 maart 1879 - Bad Salzuflen, 26 oktober 1964) was een Duitse dichteres, schrijfster en journaliste.

## Levensloop
Agnes Miegel werd op 9 maart 1879 in Königsberg geboren in een protestantse familie. Haar ouders waren de koopman Gustav Adolf Miegel en Helene Hofer.
Miegel bezocht de Hogere Meisjesschool in Königsberg en woonde daarna tussen 1894 en 1896 in een pension in Weimar, waar ze haar eerste gedichten schreef. In 1898 verbleef ze drie maanden in Parijs. In 1900 volgde ze een opleiding tot verpleegster in een kinderziekenhuis in Berlijn. Tussen 1902 en 1904 wekte ze als leidster in een meisjesinternaat in Bristol in Engeland. In 1904 volgde ze een opleiding tot lerares in Berlijn, die ze wegens ziekte moest afbreken. Ook een landbouwschool voor meisjes bij München kon ze niet afmaken. In 1906 moest ze terugkeren naar Königsberg om voor haar zieke ouders te zorgen. Vooral haar vader, die blind was geworden, had zorg nodig. Haar moeder overleed in 1913, haar vader in 1917.
Haar eerste publicaties hadden al rond 1900 de aandacht getrokken van de schrijver Börries Freiherr von Münchhausen (een verre nazaat van de ‘leugenbaron’ Karl Friedrich Hieronymus von Münchhausen). Haar eerste gedichtenbundel werd uitgegeven met zijn financiële hulp. Ook daarna bleef hij de grote promotor van haar werk.
Ze woonde tot in 1945 in Königsberg en schreef daar gedichten, verhalen en reportages. Tussentijds maakte ze enkele reizen. In de nazitijd vereenzelvigde ze zich vergaand met het heersende regime. In 1933 werd ze lid van de NS-Frauenschaft, de vrouwenorganisatie van de NSDAP, in 1940 lid van de NSDAP zelf.
In februari 1945 vluchtte ze voor het oprukkende Rode Leger per schip naar Denemarken. Na de bevrijding van Denemarken op 5 mei 1945 verbleef ze tot in november 1946 in een interneringskamp bij Oksbøl. In 1946 keerde ze terug naar Duitsland, waar ze een publicatieverbod kreeg opgelegd tot 1949. In dat jaar gaf een denazificatiecommissie een verklaring van geen bezwaar af.
Ze verbleef eerst in Apelern bij familie van haar vroegere beschermheer Börries Freiherr von Münchhausen, die in 1945 zelfmoord had gepleegd. In 1948 kreeg ze als vluchteling een huis toegewezen in Bad Nenndorf, waar ze tot haar dood bleef schrijven.
Agnes Miegel schreef nu nog voornamelijk gedichten en verhalen over Oost-Pruisen, het land van haar jeugd, dat voorgoed verloren was gegaan. Ze werd beschouwd als de stem van de Heimatvertriebene, de Duitsers die na 1944 hun woonplaats in Polen, Tsjecho-Slowakije of de delen van Duitsland die nu in Polen of de Sovjet-Unie lagen, moesten verlaten. Miegel kreeg van haar bewonderaars de eretitel ‘Mutter Ostpreußen’.
Ze overleed op 26 oktober 1964 in een ziekenhuis in Bad Salzuflen.

## Werk
Miegels eerste dichtbundel verscheen in 1901 onder de titel Gedichte. Tot 1945 publiceerde ze 33 bundels met gedichten, verhalen en toneelwerk. Ook schreef ze regelmatig voor kranten (vooral de Ostpreußische Zeitung) en tijdschriften. In haar begintijd behandelde ze vooral algemene thema’s als de levensloop van de mens, de natuur, het leven op het platteland, de verbondenheid met God en het (vooral Duitse) verleden. Een minderheid van de gedichten en verhalen speelde in Oost-Pruisen. Die werden echter het populairst. Haar beroemdste gedicht uit deze tijd is Die Frauen von Nidden (1907), waarin het dorp Nidden (nu Nida in Litouwen) ten prooi valt aan een pestepidemie. De zeven vrouwen die de pest hebben overleefd, laten zich levend begraven door de wandelende duinen in de buurt van het dorp.
In de nazitijd doken nationaalsocialistische thema’s op in haar werk: klachten over het ‘zware juk’ waaronder gebieden als het Memelland gebukt gingen, die na de Eerste Wereldoorlog van Duitsland waren afgenomen; verheerlijking van de oorlog; verheerlijking van de moeders die Duitse kinderen baren. Het dieptepunt waren twee odes aan Adolf Hitler. De ene is gepubliceerd in 1936 en geciteerd in Werden und Werk (1938), een studie over het werk van Agnes Miegel. De andere is bij wijze van voorwoord afgedrukt in de dichtbundel Ostland (1940).
Aan de andere kant heeft ze zich nooit antisemitisch uitgelaten, hoewel haar werk wel de invloeden laat zien van de nazistische Blut und Boden-ideologie.
Na de Tweede Wereldoorlog schreef ze, toen ze in 1949 weer mocht publiceren, voornamelijk nog over Oost-Pruisen zoals ze zich dat herinnerde. Karakteristiek is de titel van haar eerste dichtbundel na de oorlog: Du aber bleibst in mir (‘Jij echter blijft in mij’). Haar bekendste verhalen en gedichten zijn weemoedige bespiegelingen over haar land, dat voorgoed was veranderd en onbereikbaar geworden. Geheel in deze geest is haar beroemdste gedicht, Es war ein Land (1949). Rancuneus jegens de Russen en de Polen, die Oost-Pruisen in bezit hadden genomen, was ze overigens niet. In een gedicht uit 1951 riep ze op ‘nichts als den Haß zu hassen’ (‘alleen de haat te haten’).
Over haar houding in de nazitijd weigerde ze verantwoording af te leggen. Het enige dat ze kwijt wilde, was: ‘Dies habe ich mit meinem Gott alleine abzumachen und mit niemand sonst’ (‘Dat heb ik alleen met mijn God af te handelen en met niemand anders’).
Miegels gedichten bestaan doorgaans uit regels van ongelijke lengte, sommige wel en andere niet rijmend.
Marcel Reich-Ranicki nam drie van haar gedichten (Die Schwester, Die Nibelungen en Die Frauen von Nidden) op in zijn bloemlezing Kanon lesenswerter deutschsprachiger Werke (Band Gedichte uit 2005).

## Erkenning

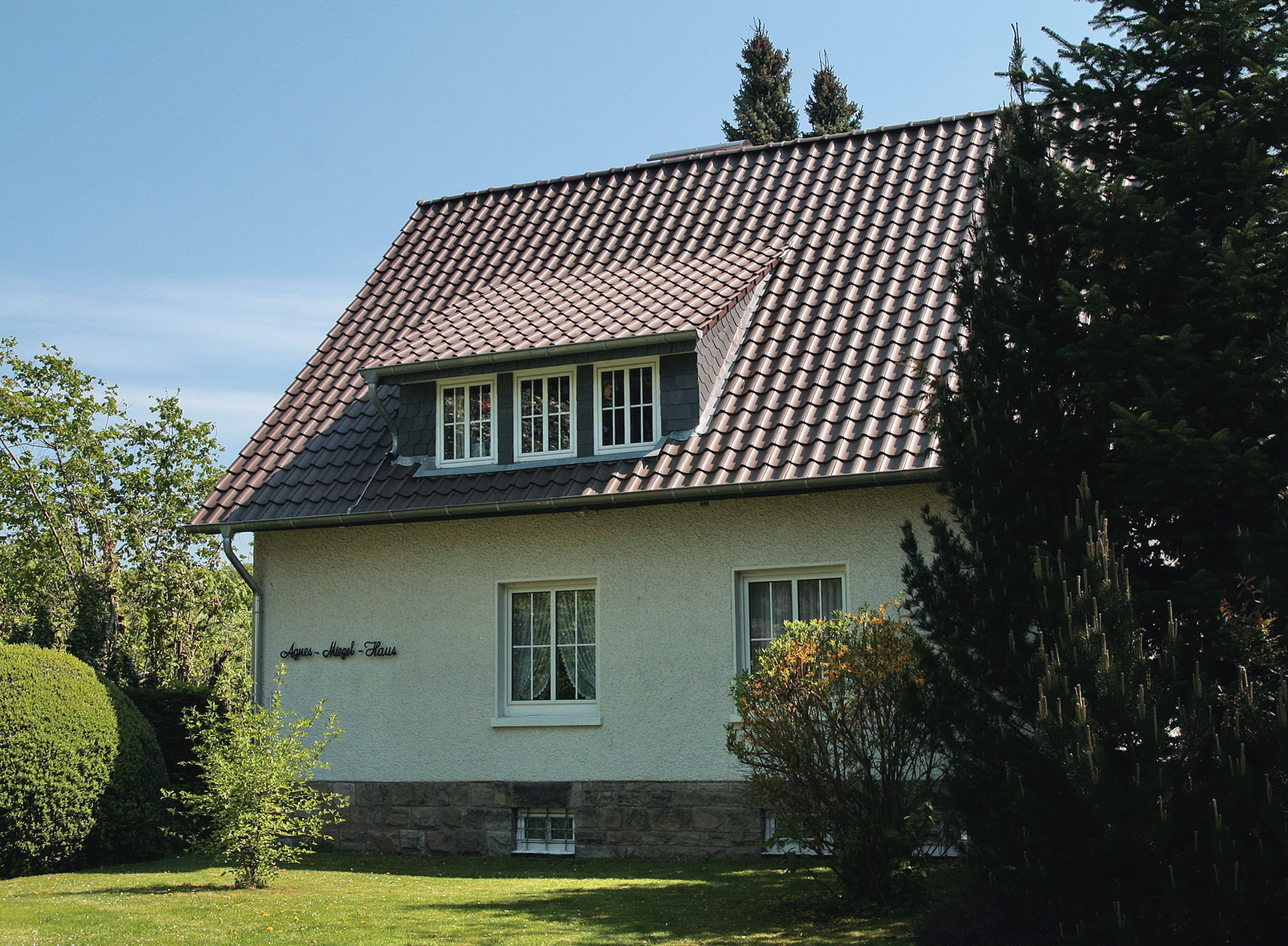
Het Agnes-Miegel-Haus in Bad Nenndorf

Tijdens haar leven is Agnes Miegel verschillende malen onderscheiden. Zo kreeg ze in 1916 de Kleist-Preis en werd ze in 1924 eredoctor aan de Albertina-universiteit in Königsberg.
Onder het nazibewind werd ze overladen met eerbewijzen. In 1933 trad ze toe tot de schrijverssectie van de Akademie der Künste in Berlijn, tegelijk met prominente nazi's als Hanns Johst. Daar waren vacatures ontstaan omdat enkele leden, onder wie Alfred Döblin en Thomas Mann, hun zetel moesten opgeven omdat ze niet loyaal waren aan het naziregime. In hetzelfde jaar was ze een van de 88 schrijvers die een ‘Gelöbnis treuester Gefolgschaft’ (belofte van trouwste gehoorzaamheid) aan Hitler ondertekenden. In 1935 ontving ze de ‘erering’ van de Allgemeiner Deutscher Sprachverein en in 1936 de Johann-Gottfried-von-Herder-Preis. In 1939 werd ze ereburger van Königsberg; in hetzelfde jaar ontving ze het Gouden Ereteken van de Hitlerjugend. In 1940 kreeg ze de Goethepreis van de stad Frankfurt am Main. In 1944 stelden Adolf Hitler en Joseph Goebbels een ‘Gottbegnadeten-Liste’ samen, met daarop de belangrijkste kunstenaars van het Derde Rijk. Agnes Miegel werd (met o.a. Gerhart Hauptmann en Hanns Johst) op een bijbehorende afzonderlijke lijst (‘Sonderliste der Unersetzlichen Künstler’) opgevoerd als een van de zes grootste Duitse schrijvers.
Na de Tweede Wereldoorlog ontving ze onder andere de Westfälischer Kulturpreis (1952), de Großer Literaturpreis van de Bayerische Akademie der Schönen Künste (1959) en de Kulturpreis der Landsmannschaft Westpreußen (1962). In 1954 werd ze ereburger van Bad Nenndorf.
Haar woonhuis in Bad Nenndorf werd na haar dood het Agnes-Miegel-Haus gedoopt. Het is nu een museum, gewijd aan haar leven en werk, gelegen aan de Agnes-Miegel-Platz. In verschillende plaatsen in Duitsland werden straten naar haar vernoemd. Een paar scholen kregen de naam ‘Agnes-Miegel-Schule’. In 1979 gaf de Deutsche Bundespost een postzegel uit ter gelegenheid van haar honderdste geboortedag.

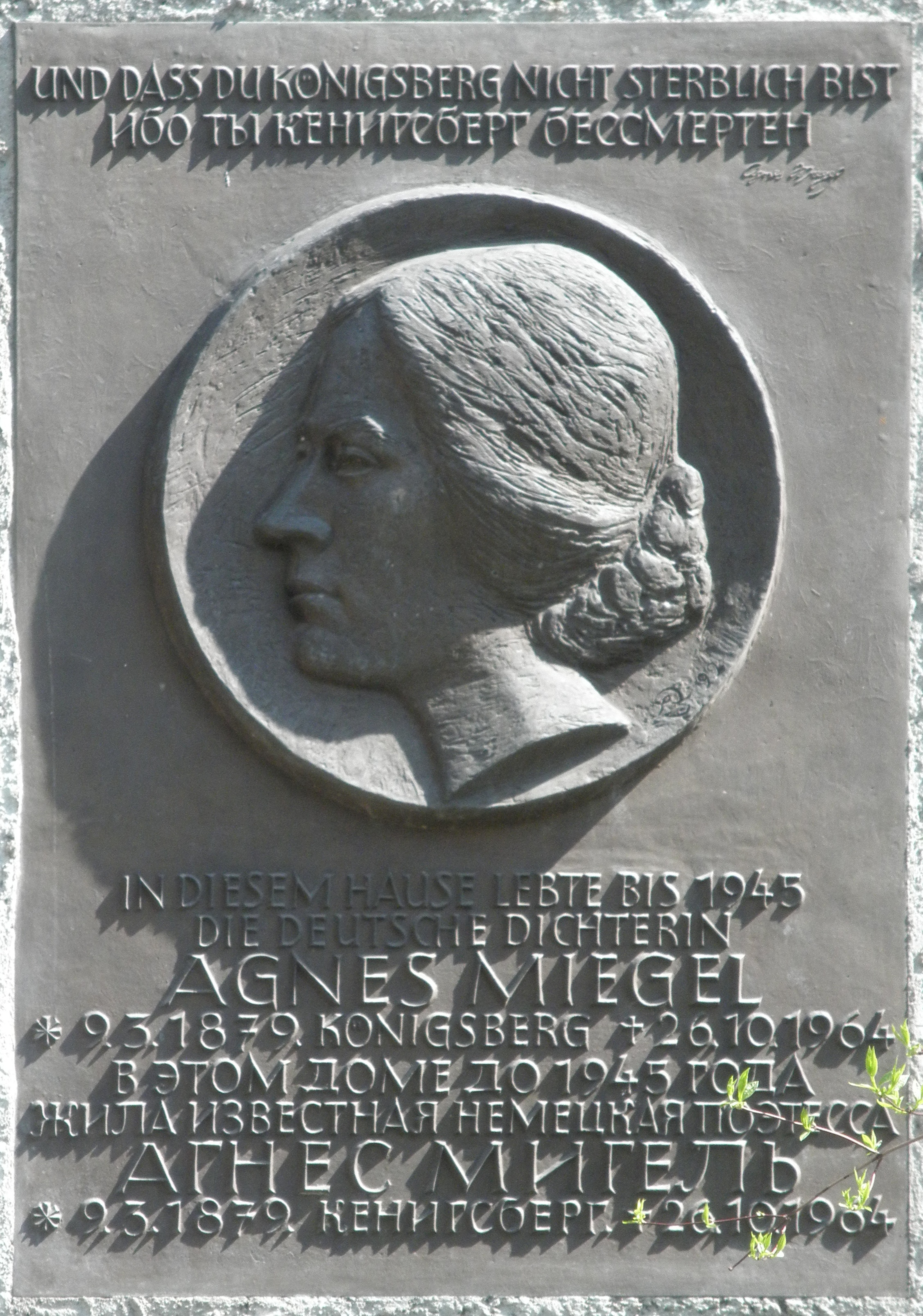
Gedenkplaat aan het oude woonhuis van Agnes Miegel in Königsberg/Kaliningrad (vanaf 1992 tot 2015)

In Wunstorf staat een monument dat aan haar is gewijd. Een monument in Bad Nenndorf is in 2015 verwijderd. In Filzmoos bij Salzburg hangt een gedenkplaat ter herinnering aan Miegels familie van moederskant, die daarvandaan kwam. Op 26 oktober 1992 werd op haar oude woonhuis in Königsberg, nu het Russische Kaliningrad, een plaquette aangebracht met teksten in het Duits en Russisch. In 2015 is de plaquette weer weggehaald.
In de laatste jaren van de twintigste en de eerste jaren van de eenentwintigste eeuw ontstond veel discussie over het naziverleden van Miegel. Die discussie heeft ertoe geleid dat verschillende naar haar vernoemde straten en scholen een andere naam hebben gekregen. Zo werd de Agnes-Miegel-Schule in Willich in 2008 omgedoopt in Astrid-Lindgren-Schule en de Agnes-Miegel-Straße in St. Arnold in 2010 in Anne-Frank-Straße. In februari 2015 werd na een jarenlange discussie het standbeeld van Miegel in Bad Nenndorf weggehaald.

## Werken

### Dichtbundels, verhalenbundels, toneelwerken
- 1901: Gedichte, Cotta, Stuttgart.
- 1907: Balladen und Lieder, Eugen Diederichs, Jena.
- 1920: Gedichte und Spiele, Eugen Diederichs, Jena.
- 1925: Heimat: Lieder und Balladen, Eichblatt, Leipzig.
- 1926: Geschichten aus Alt-Preußen, Eugen Diederichs, Jena.[14]
- 1926: Die schöne Malone: Erzählungen, Eichblatt, Leipzig.
- 1927: Spiele, Eugen Diederichs, Jena.
- 1928: Die Auferstehung des Cyriakus: Erzählungen, Eichblatt, Leipzig.
- 1930: Kinderland: Erzählungen, Eichblatt, Leipzig.
- 1931: Dorothee: Erzählungen, Gräfe und Unzer, Königsberg in Preußen.
- 1932: Der Vater: Erzählungen, Eckhart, Berlin.
- 1932: Herbstgesang: Gedichte, Eugen Diederichs, Jena.
- 1933: Weihnachtsspiel, Gräfe und Unzer, Königsberg in Preußen.
- 1933: Kirchen im Ordensland: Gedichte, Gräfe und Unzer, Königsberg in Preußen.
- 1934: Gang in die Dämmerung: Erzählungen, Eugen Diederichs, Jena.
- 1935: Das alte und das neue Königsberg, Gräfe und Unzer, Königsberg in Preußen.
- 1935: Deutsche Balladen, Eugen Diederichs, Jena.
- 1936: Unter hellem Himmel: Erzählungen, Eugen Diederichs, Jena.
- 1936: Kathrinchen kommt nach Hause: Erzählungen, Eichblatt, Leipzig.
- 1936: Noras Schicksal: Erzählungen, Gräfe und Unzer, Königsberg in Preußen.
- 1937: Das Bernsteinherz: Erzählungen, Reclam, Leipzig.
- 1937: Audhumla: Erzählungen, Gräfe und Unzer, Königsberg in Preußen.
- 1937: Herden der Heimat: Erzählungen mit Zeichnungen von Hans Peters, Gräfe und Unzer, Königsberg in Preußen.
- 1938: Und die geduldige Demut der treuesten Freunde: Versdichtung, Bücher der Rose, Langewiesche-Brandt, Schäftlarn.
- 1938: Viktoria: Gedicht und Erzählung, Gesellschaft der Freunde der deutschen Bücherei, Ebenhausen.
- 1939: Frühe Gedichte (heruitgave van de gedichten uit 1901), Cotta, Stuttgart.
- 1939: Herbstgesang, Eugen Diederichs, Jena.
- 1939: Die Schlacht von Rudau: Spiel, Gräfe und Unzer, Königsberg in Preußen.
- 1939: Herbstabend: Erzählung, in eigen beheer uitgegeven in Eisenach.
- 1940: Ostland: Gedichte, Eugen Diederichs, Jena.
- 1940: Im Ostwind: Erzählungen, Eugen Diederichs, Jena.
- 1940: Wunderliches Weben: Erzählungen, Gräfe und Unzer, Königsberg in Preußen.
- 1940: Ordensdome, Gräfe und Unzer, Königsberg in Preußen.
- 1944: Mein Bernsteinland und meine Stadt, Gräfe und Unzer, Königsberg in Preußen.
- 1949: Du aber bleibst in mir: Gedichte, Seifert, Hameln.
- 1949: Die Blume der Götter: Erzählungen, Eugen Diederichs, Köln.
- 1951: Der Federball: Erzählungen, Eugen Diederichs, Köln.
- 1951: Die Meinen: Erzählungen, Eugen Diederichs, Köln.
- 1958: Truso: Erzählungen, Eugen Diederichs, Köln.
- 1959: Mein Weihnachtsbuch: Gedichte und Erzählungen, Eugen Diederichs, Köln (in 1984 verscheen een uitgebreide herdruk).
- 1962: Heimkehr: Erzählungen, Eugen Diederichs, Köln.

### Verzamelbundels
- 1927: Gesammelte Gedichte, Eugen Diederichs, Jena.
- 1952: Ausgewählte Gedichte, Eugen Diederichs, Köln.
- 1952-1955: Gesammelte Werke, Eugen Diederichs, Köln (zes delen).
- 1983: Es war ein Land: Gedichte und Geschichten aus Ostpreußen, Eugen Diederichs, München (herdrukt door Rautenberg, Leer in 2002).
- 1994: Spaziergänge einer Ostpreußin, Rautenberg, Leer (journalistiek werk 1923-1924).
- 2000: Wie ich zu meiner Heimat stehe, Verlag S. Bublies, Schnellbach (journalistiek werk 1926-1932).
- 2002: Die Frauen von Nidden: Gesammelte Gedichte von unserer ‘Mutter Ostpreußen’, Rautenberg, Leer.
- 2002: Wie Bernstein leuchtend auf der Lebenswaage: Gesammelte Balladen, Rautenberg, Leer.